# Adelpha zina
Adelpha zina is een vlinder uit de onderfamilie Limenitidinae van de familie Nymphalidae. De wetenschappelijke naam van de soort werd als Heterochroa zina in 1867 gepubliceerd door William Chapman Hewitson.